# Neoantrodiellaceae
Neoantrodiellaceae is een monotypische familie van schimmels in de orde Hymenochaetales. Het typegeslacht is Neoantrodiella hetgeen tevens het enige geslacht is in deze familie. 